# Parque nacional de Sri Venkateswara
El parque nacional de Sri Venkateshwara es un parque nacional indio, y reserva de la biosfera ubicado en los distritos de Cuddapah y Chittoor de Andhra Pradesh. La superficie total del parque es de 353 kilómetros cuadrados.
Este parque es conocido por sus muchas cascadas que incluyen las de Talakona, Gundalakona y Gunjana. Como el gobierno de la India declaró las colinas Seshachalam como una de las reservas de la biosfera de la India en 2010, este parque nacional forma parte de ella. 

## Clima
La región es bastante cálida durante el verano y no muy fría durante el invierno, con una temperatura que fluctúa entre los 15 a 40 °C. La presencia de lluvias proviene de los monzones que barren desde el norte hacia el este.

## Flora
La vegetación en el parque nacional consiste en bosque mixto caducifolio seco con zonas de bosques caducifolios húmedos en los valles. La zona tiene alrededor de 1.500 especies de plantas vasculares pertenecientes a 174 familias, de las cuales muchas son endémicas. Algunas de las especies de plantas endémicas y raras son propias de la región son: el "sándalo rojo", Shorea talura y Shorea thumbergiana, Terminalia pallida, sándalo, Cycas beddomei y Syzygium alternifolium.

## Fauna
En 1984 el elefante asiático, no visto en Andhra Pradesh durante casi trescientos años, reapareció en la parte meridional del distrito de Chittoor. En 1993, un grupo separado de cinco individuos se trasladaron al valle de Chamala de los bosques de Tirumala en este parque nacional.
Entre los depredadores el leopardo es bastante frecuente, junto con el cuón. Otros depredadores incluyen la hiena, el chacal dorado, el zorro de Bengala, la civeta enana y el gato de la jungla. A menudo se encuentra el oso perezoso. Los principales ungulados son sambar, el chital, ciervo ratón, muntíaco, antílope cuatricorne y jabalí. El nocturno loris esbelto puede ser común pero se le ve raramente. La ardilla malabar y la tupaya son otras especies interesantes.
Entre los reptiles, la especie más interesante es el dragón volador, encontrados en algunos de los valles boscosos más profundos. Otro reptil importante de este parque nacional es el gecko dorado. Originariamente documentado en barrancos rocosos en los Ghats orientales, el gecko dorado fue redescubierto en esa misma zona en 1985.
Se han identificado en el parque alrededor de 178 especies de aves. El bulbul gorgigualdo, especie amenazada globalmente, se puede ver en este parque. El vinago de Ceilán, un pájaro del Himalaya y los Ghats Occidentales, es bastante común en estos bosques. El buitre dorsiblanco africano, en peligro crítico, se puede ver en el parque nacional. Algunos de los demás pájaros que se encuentran aquí son: cuco grande, malcoha cariazul, bulbul cejiamarillo, cimitarra india y suimanga de Loten.

## Información para el turista
La mejor temporada para visitarlo es entre los meses de noviembre a enero.
Hay tres formas de llegar al parque nacional de Sri Venkateswaram:
- Por avión: El aeropuerto más cercano está en Tirupati. Los vuelos a Tirupati están disponibles desde las ciudades de Hyderabad, Bangalore, Madrás y Vijayawada.
- Por ferrocarril: La estación más cercana de ferrocarril está en Hyderabad. Hay trenes que viajan vía Renigunta o Gudur, pero no tocan Tirupati. En tales casos, Renigunta (a 10 kilómetros de Tirupati) es un punto conveniente para bajar.
- Por carretera: 10 kilómetros desde Tirupati. El parque dista tres horas o 160 kilómetros de Madras, la capital de Tamil Nadu.

- Datos: Q3174893
- Multimedia: Sri Venkateswara National Park / Q3174893